# Notación de Schoenflies

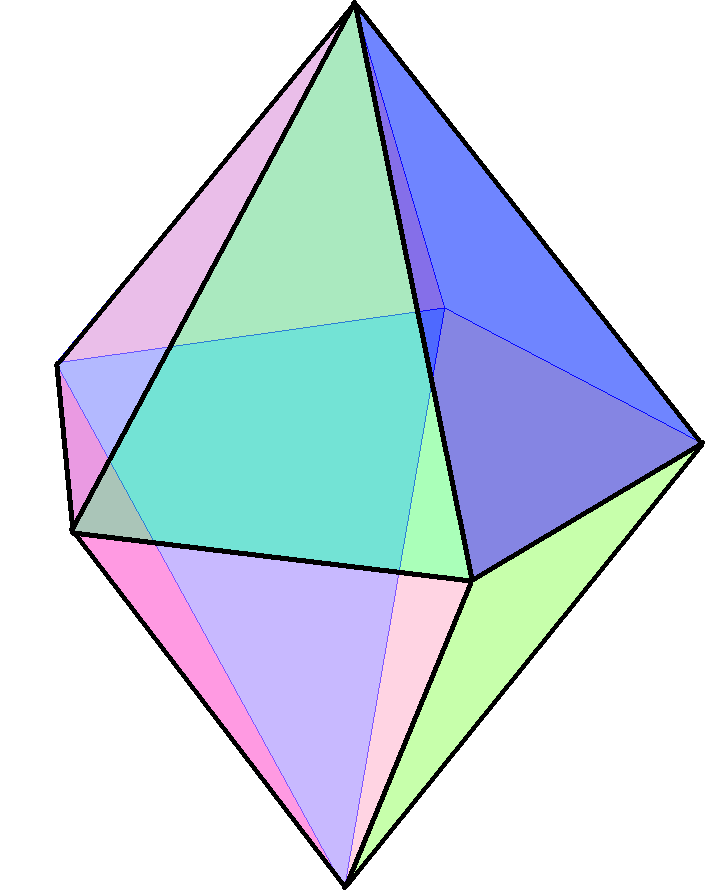
Una bipirámide pentagonal y la notación de Schoenflies que define su simetría: D_{5h} (un eje de simetría quíntuple vertical, y un plano de simetría horizontal equidistante de los dos vértices)

La notación de Schoenflies (o también de Schönflies), llamada así por el matemático alemán Arthur Moritz Schönflies (1853-1928), es un sistema de anotación utilizado principalmente para especificar grupos de puntos en tres dimensiones. Debido a que un grupo de puntos por sí solo es completamente adecuado para describir la simetría de una molécula, la notación suele ser suficiente y se usa comúnmente en espectroscopia. Sin embargo, en cristalografía, hay simetría traslacional adicional, y los grupos de puntos no son suficientes para describir la simetría completa de los cristales, por lo que generalmente se usa el grupo espacial completo en su lugar. La denominación de grupos del espacio completo suele seguir otra convención común, la notación de Hermann-Mauguin, también conocida como notación internacional.
Aunque la notación de Schoenflies sin superíndices es una notación de grupo de puntos pura, opcionalmente, se pueden agregar superíndices para especificar aún más los grupos de espacios individuales. Sin embargo, para los grupos espaciales, la conexión con los elementos de simetría subyacentes es mucho más clara en la notación de Hermann-Mauguin, por lo que generalmente se prefiere esta última notación para los grupos espaciales.

## Elementos de simetría
Los elementos de simetría se denotan con i para los centros de inversión, C para los ejes de rotación propios, σ para los planos del espejo y S para la los ejes de rotación impropia (rotorreflexión). C y S suelen ir seguidos de un número de subíndice (denominado de forma abstracta como n) que indica el orden de rotación posible.
Por convención, el eje de rotación propia de mayor orden se define como el eje principal. Todos los demás elementos de simetría se describen en relación con él. Un plano de espejo vertical (que contiene el eje principal) se denota como σv; un plano de espejo horizontal (perpendicular al eje principal) se denota como σh.

## Grupos de puntos
En tres dimensiones, hay un número infinito de grupos de puntos, pero todos ellos se pueden clasificar en varias familias.
- Cn (por cíclico) tiene un eje de rotación de multiplicidad n.
  - Cnh es Cn con la adición de un plano de espejo (reflexión) perpendicular al eje de rotación (plano horizontal).
  - Cnv es Cn con la adición de n planos de simetría que contienen el eje de rotación (planos verticales).
- Cs denota un grupo con solo un plano de espejo (por Spiegel, espejo en alemán) y ningún otro elemento de simetría.
- S2n (también por Spiegel, la palabra en alemán para espejo) contiene solo una rotorreflexión de multiplicidad 2n. El índice debe ser par porque cuando n es impar, un eje de rotorreflexión de multiplicidad n es equivalente a una combinación de un eje de rotación de multiplicidadn y un plano perpendicular, por lo tanto  Sn = Cnh para n impar.
- Cni solo tiene un eje de rotoinversion. Esta notación rara vez se usa porque cualquier eje de rotoinversión se puede expresar como un eje de rotación-reflexión: Para n impar, Cni = S2n y C2ni =  Sn = Cnh, y para incluso n, C2ni = S2n. Solo se usa comúnmente la notación Ci (que significa C1i), y algunas fuentes escriben C3i, C5i, etc.
- Dn (por diédrico, o de dos lados) tiene un eje de rotación de multiplicidad n más n ejes dobles perpendiculares a ese eje.
  - Dnh tiene, además, un plano de espejo horizontal y, en consecuencia, también n planos de espejo verticales, cada uno de los cuales contiene el eje de multiplicidad n y a uno de los ejes de doble simetría.
  - Dnd tiene, además de los elementos de Dn, n planos verticales de espejo que pasan entre dos ejes (planos diagonales).
- T (el grupo tetraédrico quiral) tiene los ejes de rotación de un tetraedro (tres ejes dobles y cuatro ejes triples).
  - Td incluye planos de espejo diagonales (cada plano diagonal contiene solo un eje doble y pasa entre otros dos ejes dobles, como en D2d). Esta adición de planos diagonales da como resultado tres operaciones de rotación impropias S4.
  - Th incluye tres planos de espejo horizontales. Cada plano contiene dos ejes dobles y es perpendicular al tercer eje doble, lo que da como resultado el centro de inversión i.
- O (el grupo octaédrico quiral) tiene los ejes de rotación de un octaedro o un cubo (tres ejes cuádruples, cuatro ejes triples y seis ejes diagonales dobles).
  - Oh incluye planos de espejo horizontales y, en consecuencia, planos de espejo verticales. Contiene también centro de inversión y operaciones de rotación impropia.
- I (el grupo icosaédrico quiral) indica que el grupo tiene los ejes de rotación de un icosaedro o un dodecaedro (seis ejes quíntuples, diez ejes triples y 15 ejes dobles).
  - Ih incluye planos de espejo horizontales y también contiene operaciones de centro de inversión y rotación impropia.

Todos los grupos que no contienen más de un eje de orden superior (orden 3 o más) se pueden organizar como se muestra en la tabla que figura a continuación. Los símbolos en rojo rara vez se utilizan:
|                  | n= 1     | 2       | 3       | 4       | 5        | 6        | 7        | 8       | ... | ∞        |
| ---------------- | -------- | ------- | ------- | ------- | -------- | -------- | -------- | ------- | --- | -------- |
| Cn               | C1       | C2      | C3      | C4      | C5       | C6       | C7       | C8      | ... | C∞       |
| Cnv              | C1v= C1h | C2v     | C3v     | C4v     | C5v      | C6v      | C7v      | C8v     | ... | C∞v      |
| Cnh              | C1h= Cs  | C2h     | C3h     | C4h     | C5h      | C6h      | C7h      | C8h     | ... | C∞h      |
| Sn               | S1= Cs   | S2= Ci  | S3= C3h | S4      | S5= C5h  | S6       | S7= C7h  | S8      | ... | S∞= C∞h  |
| Cni (redundante) | C1i= Ci  | C2i= Cs | C3i= S6 | C4i= S4 | C5i= S10 | C6i= C3h | C7i= S14 | C8i= S8 | ... | C∞i= C∞h |
| Dn               | D1= C2   | D2      | D3      | D4      | D5       | D6       | D7       | D8      | ... | D∞       |
| Dnh              | D1h= C2v | D2h     | D3h     | D4h     | D5h      | D6h      | D7h      | D8h     | ... | D∞h      |
| Dnd              | D1d= C2h | D2d     | D3d     | D4d     | D5d      | D6d      | D7d      | D8d     | ... | D∞d= D∞h |

En cristalografía, debido al teorema de restricción cristalográfica, n está restringido a los valores de 1, 2, 3, 4 o 6. Los grupos no cristalográficos se muestran con fondos grises. D4d y D6d también están prohibidos porque contienen rotorreflexión con n = 8 y 12 respectivamente. Los 27 grupos de puntos de la tabla más T, Td, Th, O y Oh constituyen los 32 grupos de puntos cristalográficos.
Los grupos con n = ∞ se denominan grupos límite o grupos de puntos en tres dimensiones. Hay dos grupos límite más, que no figuran en la tabla: K (por la palabra alemana Kugel para bola o esfera), el grupo de todas las rotaciones en el espacio tridimensional; y Kh, el grupo de todas las rotaciones y reflexiones. En matemáticas y física teórica se conocen respectivamente como grupo ortogonal especial y grupo ortogonal en el espacio tridimensional, con los símbolos SO(3) y O(3).

## Grupos espaciales
Los grupos espaciales con un grupo de puntos dado están numerados por 1, 2, 3, ... (en el mismo orden que su número internacional) y este número se agrega como un superíndice al símbolo de Schönflies para el grupo de puntos correspondiente. Por ejemplo, los grupos con números del 3 al 5 cuyo grupo de puntos es C2 tienen los símbolos de Schönflies C1
2, C2
2, C3
2.
Mientras que en el caso de los grupos de puntos, el símbolo de Schönflies define los elementos de simetría del grupo sin ambigüedades, el superíndice adicional para el grupo espacial no tiene ninguna información sobre la simetría traslacional del grupo espacial (centrado de celosía, componentes traslacionales de ejes y planos), y por lo tanto, se necesita consultar tablas especiales que contienen información sobre la correspondencia entre las notaciones de Schönflies y de Hermann-Mauguin. Dicha tabla se proporciona en la página Anexo:Grupos espaciales.